# Аматігнак
Острів Аматігнак (англ. Amatignak Island; алеут. Amatignax̂) — безлюдний острів, що є частиною островів Деларова (захід Андреянівських островів). Острів близько 8 км завдовжки, 4 км завширшки. Найближчий острів Улак знаходиться за 6 км на північний схід.